# 에시하 발롬피에
에시하 발롬피에(스페인어: Écija Balompié, S.A.D.)는 안달루시아주 자치 지역의 에시하에 연고를 둔 스페인 축구팀이다. 1939년에 설립된 이 클럽은 스페인 축구의 5부 리그인 División de Honor Andaluza에 소속되어 있다.

## 역대 감독
| 감독                 | 임기        |
| -------------------- | ----------- |
| 파코 차파로          | 1991 ~ 1994 |
| 파코 차파로          | 2002 ~ 2004 |
| 주제프 마리아 노게스 | 2007 ~ 2008 |
| 마누엘 수니가        | 2010 ~ 2011 |